# Malenice
Malenice (en allemand : Malenitz) est une commune du district de Strakonice, dans la région de Bohême-du-Sud, en République tchèque. Sa population s'élevait à 714 habitants en 2020.

## Géographie
Malenice est arrosée par la Volyňka, un affluent de l'Otava, et se trouve à 16 km au sud de Strakonice, à 47 km au nord-ouest de České Budějovice et à 113 km au sud-ouest de Prague.
La commune est limitée par Nišovice au nord, par Volyně au nord-est, par Předslavice à l'est, par Zálezly au sud et par Lčovice à l'ouest.

## Histoire
La première mention écrite du village date de 1318.